# Toumour
Toumour este o comună rurală din departamentul Diffa, regiunea Diffa, Niger, cu o populație de 946 de locuitori (2001).